# Viktor Zeidler
Viktor Zeidler (* 14. September 1868 in Melk, Niederösterreich; † 26. Jänner 1942 in Stockerau, Niederösterreich) war ein österreichischer Politiker der Großdeutschen Volkspartei (GdP).

## Ausbildung und Beruf
Nach dem Besuch der Volksschule ging er an ein Gymnasium und promovierte später an einer Universität. Er wurde Gymnasialprofessor in Stockerau.

## Politische Mandate
- 10. November 1920 bis 20. November 1923: Abgeordneter zum Nationalrat (I. Gesetzgebungsperiode), GdP

## Ehrungen
- In der Stadt Hollabrunn, deren Interessen Viktor Zeidler beim Erwerb des ehemaligen Flüchtlingslagers Oberhollabrunn unterstützte, wurde der Dr. Viktor Zeidlerplatz nach ihm benannt.[2]